# Ливермор (Кентаки)
Ливермор (енгл. Livermore) град је у америчкој савезној држави Кентаки.

## Демографија
По попису из 2010. године број становника је 1.365, што је 117 (-7,9%) становника мање него 2000. године.
| Група             | 2000.         | 2010.         |
| Белци             | 1.443 (97,4%) | 1.323 (96,9%) |
| Афроамериканци    | 1 (0,1%)      | 5 (0,4%)      |
| Азијати           | 1 (0,1%)      | 3 (0,2%)      |
| Хиспаноамериканци | 26 (1,8%)     | 14 (1,0%)     |
| Укупно            | 1.482         | 1.365         |